# Exocentrus subunicolor
Exocentrus subunicolor är en skalbaggsart som beskrevs av Stefan von Breuning 1964. Exocentrus subunicolor ingår i släktet Exocentrus och familjen långhorningar. Inga underarter finns listade i Catalogue of Life.